# Milan Hauner
Milan L. Hauner (4. března 1940 Gotha, Německo – 26. září 2022 Madison, Wisconsin, USA) byl český historik, politolog a publicista.

## Životopis
Syn neslyšících rodičů, otce Viléma Bohumíra Haunera (23. června 1903 – 9. října 1982) a matky Gertrudy Jacobové (11. prosince 1904 – 25. ledna 1996), se narodil v Německu, vyrůstal však v Praze. Jeho dědečkem byl matematik, astronom, vojenský historik, překladatel, publicista Vilém Julius Josef Hauner (1877–1941). Pradědečkem byl hoteliér Wilhelm (Vilém) Hauner (1842–1919) zakladatel a majitel hotelu "U Arcivévody Štěpána" (později hotel Šroubek a nyní hotel Evropa). Inspirován dílem svého dědečka Viléma a strýce Edgara Stanislava Haunera (1906–1942), právníka, politologa a historika, se o historii začal zajímat i on. Na Filozofické fakultě Univerzity Karlovy vystudoval v letech 1957–1962 obor historie-čeština. Začal pracovat jako středoškolský učitel, po základní vojenské službě postgraduálně studoval na katedře dějin FF UK. V roce 1968 obhájil rigorózní práci Anglicko-německá námořní rivalita 1908–1912 a získal doktorát filozofie. Po srpnové sovětské invazi do Československa emigroval do Velké Británie.Téhož roku získal stipendium   a začal studovat na St. John's College University v Cambridgi a roku 1972 zde získal doktorát (Ph.D) v oboru mezinárodních vztahů.
V 70. letech ve Spojeném království externě vyučoval na Open University (1973–78), na Warwické univerzitě (1976) a na Londýnské škole ekonomie a politických věd (1979–80), zároveň pracoval v Německém historickém ústavu v Londýně. V roce 1980 odjel do USA, kde po čtyři roky působil jako hostující profesor na University of Wisconsin v Madisonu. Následně působil ve Výzkumném ústavu pro zahraniční politiku ve Philadelphii (1984–85) a v letech 1988–89 zpracovával politické analýzy pro Rádio Svoboda v německém Mnichově. Obdivuhodná byla jeho znalost jazyků. Mimo češtinu ovládal němčinu, angličtinu, italštinu, francouzštinu, latinu, ruštinu a částečně též polštinu.
Na počátku 90. let získal Milan Hauner stipendium na studium archivních fondů v Německu, krátce vyučoval historii na Kalifornské univerzitě v Berkeley. Jako hostující profesor vyučoval na Masarykově univerzitě v Brně, Univerzitě Karlově v Praze, kde se také habilitoval v roce 1994, učil na univerzitě ve Freiburgu a v Lipsku (Leipzig) (1999).
Milan Hauner je autorem nebo spoluautorem osmi knih a více než sta odborných článků zabývajících se novodobou evropskou a světovou historií či současnými mezinárodními vztahy. V centru jeho zájmu ležely druhá světová válka, historie Německa a česko-německé vztahy, vývoj střední a východní Evropy, mocenská politika Ruska a SSSR, vývoj střední Asie a Indie.
Řadu let přispíval do Rádia Svobodná Evropa, českého vysílání BBC a po roce 1990 i do vysílání Radiožurnálu Českého rozhlasu. Často recenzoval knihy o historii.
V roce 1971 se oženil. Manželka Magdalena Haunerová, rozená Slavíková (* 30. dubna 1944 Brno), promovaná filoložka se zaměřením na africké jazyky (zvláště svahilštinu) byla profesorkou na Katedře afrických kulturních studií na University of Wisconsin–Madison, a zde působí nadále jako emeritní profesorka. V manželství se narodila dcera Katherina Haunerová – provdaná Voss, žijící v Chicagu. Jako druhá na svět přišla Anushka Haunerová – provdaná Refai, žijící v Atlantě a jako třetí je syn Thomas Hauner, který bydlí v New Yorku.

## Dílo
- Osm měsíců jednoho jara (1978)
- India in Axis Strategy. Germany, Japan, and Indian Nationalists in the Second World War (1981)
- Hitler – A Chronology of His Life and Time (1983, 2005)
- Afghanistan and the Soviet Union: Collision and Transformation (1989)
- What Is Asia to Us? Russia's Asian Heartland Yesterday and Today (1990)
- The Soviet War in Afghanistan: Patterns of Russian Imperialism (1991)
- Czechs and Germans: yesterday and today (1991)
- The Rise of Eurasianism (1998)
- Formování československého zahraničního odboje v letech 1938–1939 ve světle svědectví Jana Opočenského (2000)
- The Fall and Rise of a Nation: Czechoslovakia 1938–1941 (East European Monographs) (2004)
- (Editor) Edvard Beneš: Paměti 1938–45 (2007)
  - Paměti I – Mnichovské dny
  - Paměti II – Od Mnichova k nové válce a k novému vítězství
  - Paměti III – Dokumenty